# Geofizyka stosowana
Geofizyka stosowana – zespół fizycznych metod badania przypowierzchniowej części skorupy Ziemi oraz określenia własności fizycznych skał – elektrycznych, mechanicznych, magnetycznych, cieplnych, jądrowych i innych na podstawie pomiarów realizowanych na powierzchni Ziemi, w otworach wiertniczych, wyrobiskach górniczych, w powietrzu i na morzu.
Wyniki geofizyki stosowanej są wykorzystane w:
- geologii,
- górnictwie,
- budownictwie,
- pracach inżynierskich,
- problematyce ochrony środowiska.

Metody geofizyki stosowanej wykorzystują:
- naturalne pola ziemskie, np.:
  - pole siły ciężkości,
  - magnetyczne pole Ziemi,
  - pola elektromagnetyczne (w tym magnetotelluryczne),
  - cieplne pole Ziemi,
  - naturalną promieniotwórczość skał,
  - naturalną sejsmiczność Ziemi.

- pola wzbudzone, np. pola:
  - fal sprężystych (sejsmicznych i akustycznych),
  - elektryczne i elektromagnetyczne,
  - promieniotwórczości wzbudzonej.

Wykorzystanie w geofizyce promieniotwórczości, naturalnej lub sztucznej, nazywane jest geofizyką jądrową.
Anomalie geofizyczne są wskaźnikiem zmian własności fizycznych skał w miejscu badania w porównaniu do otoczenia. Dostarczają one informacji o obecności poszukiwanych złóż, o własnościach rozpoznawanego podłoża przed decyzjami budowlanymi. Wskazują na występowanie zmian w górotworze, które mogą zagrażać infrastrukturze, którą człowiek utworzył na powierzchni. Mogą dostarczać informacji o zmianach w środowisku związanych z migracją zanieczyszczeń chemicznych podczas monitoringu geofizycznego w przestrzeni i w czasie. 
Najstarszą częścią geofizyki stosowanej jest geofizyka poszukiwawcza. Później rozwinęła się geofizyka środowiska.